# ماری جو مارکی
ماری جو مارکی (انگلیسی: Mary Jo Markey) یک تدوین‌گر اهل ایالات متحده آمریکا است. 

## فیلم‌شناسی
- مأموریت غیرممکن ۳
- مزایای گوشه‌گیر بودن
- جنگ ستارگان: نیرو برمی‌خیزد
- پیشتازان فضا
- پیشتازان فضا به سوی تاریکی
- سوپر ۸